# 盛茂林
盛茂林（1960年1月—），男，湖北黄石人，中华人民共和国政治人物。中国社会科学院研究生院在职研究生学历。曾任中共天津市委常委、组织部部长、天津市政協主席。

## 生平
1981年12月加入中国共产党。历任共青团湖南省委常委、事业发展部部长、青少年发展基金会秘书长，中共资兴市委书记，中共郴州市委常委、副书记，湖南省计划生育委员会主任、湖南省人口和计划生育委员会主任，中共邵阳市委书记，中共湖南省委组织部常务副部长等职。
2010年1月，任湖南省人民政府办公厅主任，同年3月任省政府秘书长。2012年1月，被补选为湖南省人民政府副省长。2013年8月，兼任中共湖南省委政法委第一副书记。
2014年9月，任中共山西省委常委、省委组织部部长。
2017年3月，任中共天津市委常委、组织部部长。2018年1月，当选第十三届全国政协委员。2018年1月27日，當選天津市政協主席。同年3月，不再担任天津市委常委。2023年1月14日，卸任天津市政协主席职务。